# Bianca Hénin
Bianca Hénin est une femme politique française de Nouvelle-Calédonie, née le 7 août 1956 à Nouméa. Elle est secrétaire fédérale du Front national de 2008 à 2018 puis déléguée départementale du Rassemblement national en Nouvelle-Calédonie jusqu'en 2019.

## Biographie
Métis de Païta, ses parents étaient militants à l'Union calédonienne. Après avoir travaillé 37 ans à la Cafat, elle prend sa retraite en 2014.

### Politique
Elle entre en politique en 1995 avec le Front national sur des élections municipales puis aux élections provinciales de 1999 et 2004 sur une liste mené par Guy George. Elle sera élue de la Province Sud et du Congrès de 1999 à 2009.
Candidate aux législatives de 2012 elle conduit la campagne de Marine Le Pen en Nouvelle-Calédonie la même année. 
Lors des élections provinciales de 2009 et 2014 Bianca Hénin tire la liste du Front national en Province Sud.
Présente aux élections législatives de 2017 dans la deuxième circonscription de Nouvelle-Calédonie, elle obtient un résultat de 11,69 % au premier tour,,.
En 2019 à la suite des élections provinciales elle démissionne de son poste de déléguée départementale et annonce son retrait de la vie politique.